# Ляшенко Микола Антонович
Микола Антонович Ляшенко (народився 17 травня 1946 в місті Носівці, Чернігівської області — помер 8 листопада 2012) — український фотохудожник і фотожурналіст, видавець і громадський діяч. Видавець «Бібліотеки українця».

## Життєпис
Народився в родині коваля.
Закінчив факультет журналістики, співпрацював як фотокореспондент з багатьма київськими газетами, потім — учив студентів.
Був директором інформаційно-рекламного центру при Київському національному університеті імені Т. Г. Шевченка.
Заснував видавництво «Бібліотека українця», з якого вийшло у світ понад 150 найкращих українських книжок. Одним з перших перевидав «Марію» Уласа Самчука, «Українських козаків» Проспера Меріме, поезію Володимира Свідзінського, хотів видати семитомник Олександра Олеся.
Похований у Носівці.

## Громадська діяльність
Був членом Ради товариства «Чернігівське земляцтво» в Києві.

## Відзнаки
Нагороджений орденом Святого князя Володимира.
Лауреат літературної премії «Тріумф».